# Elvira Madigan (película de Bo Widerberg)
Elvira Madigan es una película sueca dirigida por Bo Widerberg.

## Argumento
Cuenta la historia de Elvira Madigan (Pia Degermark) y Sixten Sparre (Thommy Berggren). 

## Comentarios
La banda sonora emplea el segundo movimiento andante del Concierto para piano n.° 21 en do mayor (K. 467) de Mozart, de ahí que fuera popularmente conocido como Concierto Elvira Madigan.

## Premios
- Premio a la interpretación femenina para Pia Degermark, en el Festival Internacional de Cine de Cannes de 1967.